# Sergio Franchi
Sergio Franchi, właśc. Sergio Franci Galli (ur. 6 kwietnia 1926 w Codogno, zm. 1 maja 1990 w Stonington) – włosko-amerykański tenor i aktor w ciągu swojej prawie trzydziestoletniej kariery zdobył uznanie nie tylko jako artysta estradowy, ale także humanitarny, zdobywając tytuł Kawalera od włoskiego rządu. Po uzyskaniu obywatelstwa amerykańskiego w 1972, często nazywał siebie „Yankee Franchi”. 
W młodości miał studiować inżynierię, zgodnie z życzeniem ojca, ale ostatecznie poświęcił się poezji. W 1947 przeniósł się z rodziną do Republiki Południowej Afryki, gdzie kontynuował studia muzyczne i wokalne. Po powrocie do Włoch studiował śpiew. W 1962 przeprowadził się ostatecznie z całą rodziną do USA, a w 1972 otrzymał obywatelstwo amerykańskie. 
W 1962 podpisał siedmioletni kontrakt z RCA Records, a w październiku tego samego roku Franchi pojawił się w The Ed Sullivan Show i wystąpił w Carnegie Hall. Jego pierwszy amerykański album Romantic Italian Songs (1962) i Our Man From Italy (1963) znalazł się na liście 40 najlepszych albumów Billboardu.
Sukces odniósł 1 maja 1965 uczestnicząc w musicalu Do I Hear a Waltz?, który miał ok. 200 przedstawień. Wystąpił jako Tufa w komediodramacie wojennym Stanleya Kramera Tajemnica Santa Vittoria (The Secret of Santa Vittoria, 1969) u boku Anthony’ego Quinna. 
14 lutego 1953 ożenił się z Yvonne Lindsey, z którą miał dwoje dzieci. Jednak 31 grudnia 1981 doszło do rozwodu. 14 czerwca 1982 poślubił Evę Simone.
Zmarł 1 maja 1990 na raka w wieku 64 lat. Po jego śmierci wdowa Eva Simone Franchi założyła Fundację Muzyczną Sergio Franchi, która corocznie przyznaje stypendia studentom wokalistyki.

## Filmografia
- Musical Comedy Tonight II (1981)
- Tajemnica Santa Vittoria (The Secret of Santa Vittoria, 1969) jako Tufa
- Sing, aber spiel nicht mit mir (1963)